# Елизаветинский переулок
Елизаве́тинский переу́лок — переулок в Центральном административном округе города Москвы на территории Басманного района. Пролегает от улицы Радио до набережной Академика Туполева. Нумерация домов от улицы Радио.

## Происхождение названия
По Елизаветинскому институту благородных девиц (располагался в усадьбе Демидова, нынешнем доме № 10 по улице Радио)

## История
До начала XX века местность на месте современного Елизаветинского переулка протекала река Чечёра, с притоками Ольховцом и Кукуем, на которых были устроены многочисленные плотины и пруды. К западу от Чечёры в XVII—XVIII веке обосновалась Немецкая слобода, а в начале XVIII века непосредственно на реке, ниже Вознесенской улицы (улица Радио) возникла крупная усадьба, которой последовательно владели Ф. Ю. Ромодановский, М. Г. Головкин, Н. А. Демидов. С 1825 года в усадьбе расположился Елизаветинское училище, затем Елизаветинский институт, входившие в число учебных заведений Ведомства императрицы Марии Фёдоровны. Главное здание обрело современный облик в 1890-х годах, с 1931 его занимал Московский областной педагогический институт, ныне Московский государственный областной университет.
Разливы Чечёры угрожали железнодорожному хозяйству у трёх вокзалов и многочисленным складам вокруг них, поэтому в 1901—1910 городские власти осушили крупнейшие пруды, а русло Чечёры упрятали в подземный коллектор. На его месте и возник Елизаветинский переулок. К западу от переулка сохранялись пруды, засыпанные только в 1930-е годы при постройке Яузского гидроузла, при которой основное русло Яузы было расширено и перенесено к западу, на место бывших прудов в устья реки Черногрязки. На месте прудов, в ранее заболоченной низине, появились футбольные поля, сохраняющиеся поныне по обе стороны переулка.

## Здания и сооружения
По нечётной стороне:
- Улица Радио, 10 — Московский государственный областной университет, б. усадьба Демидова (Елизаветинский институт), XVIII—XIX. В основе — постройки XVIII века, приписываемые Д. В. Ухтомскому и В. И. Баженову. Главное здание — 1890-х годов[1].

По чётной стороне:
- № 4/6 — Театральный художественно-технический колледж
- № 10 — ВНИИ физической культуры и спорта

## Транспорт
- Станции метро «Курская» и «Чкаловская», далее автобус (временно) 024 до остановки «Доброслободская улица»
- Станция метро «Красные Ворота», далее автобус т24 до остановки «Доброслободская улица»